# Puerto de Arrecife
El puerto de Arrecife, también llamado puerto de Los Mármoles, es la principal instalación portuaria de Lanzarote y uno de los puertos con mayor tráfico de pasajeros de Canarias. Maneja transbordadores de pasajeros, cruceros y carga rodada, pero también graneles, carga fraccionada, contenedores, graneles líquidos, y tiene un gran puerto pesquero. Se encuentra en el municipio de Arrecife, capital de Lanzarote.
El puerto de Arrecife conecta Lanzarote con Las Palmas de Gran Canaria, Santa Cruz de Tenerife y Cádiz.

## Puerto de cruceros
Arrecife es un importante puerto de cruceros con más de 400.000 pasajeros de cruceros al año. La mayoría atracan actualmente en La Boca de Puerto Naos, que está más cerca de la ciudad que los atracaderos del puerto comercial.

## Monumento homenaje a los mártires del mar
En honor a las víctimas del ataque al pesquero Cruz del Mar de 1978, en el que fueron asesinados siete pescadores a manos del Frente Polisario, existe un monumento frente al cual todos los años se realiza el homenaje a las víctimas.